# بوديونوفسك
بوديونوفسك (بالروسية: Будённовск) هي إحدى مدن روسيا في الكيان الفدرالي الروسي ستافروبول كراي.